# ارنستو کوکیارونی
ارنستو برناردو "تیتو" کوکیارونی(به اسپانیایی: Ernesto Bernardo "Tito" Cucchiaroni) (زاده ۱۶ نوامبر ۱۹۲۷ در پوساداس و درگذشته ۴ ژوئیه ۱۹۷۱) مهاجم اسبق نیم ملی آرژانتین و باشگاه آ.ث. میلان بود.

## افتخارات

### آ.ث میلان
- سری آ
  - ۱۹۵۶-۵۷

### آرژانتین
- کوپا آمریکا
  - ۱۹۵۵